# Labateca
Labateca là một khu tự quản thuộc tỉnh Norte de Santander, Colombia. Thủ phủ của khu tự quản Labateca đóng tại Labateca Khu tự quản Labateca có diện tích 249 ki lô mét vuông. Đến thời điểm ngày 28 tháng 5 năm 2005, khu tự quản Labateca có dân số 6016 người.